# Catherine Carey
Catherine Carey, da sposata Lady Knollys (1524 – 15 gennaio 1569), è stata Lady of the Bedchamber della regina Elisabetta I.

## Biografia
Era la figlia di Sir William Carey di Aldenham, e di sua moglie lady Maria Bolena, che era stata amante di Re Enrico VIII d'Inghilterra e sorella della di lui seconda moglie Anna Bolena.
Era quindi prima cugina della Regina Elisabetta I, figlia di Anna Bolena; alcuni contemporanei, tuttavia, hanno anche affermato che Catherine fosse figlia biologica del re e, in questo caso, sarebbe stata sorellastra di Elisabetta, ma tale rapporto di parentela è contestato da alcuni storici moderni.
In giovane età, Catherine fu testimone dell'esecuzione di sua zia, la regina Anna Bolena, nel 1536.
Divenne damigella d'onore di entrambe le regine Anna di Clèves e Caterina Howard.

## Matrimonio
Sposò, il 26 aprile 1540, Sir Francis Knollys, figlio di Robert Knollys. Suo marito era stato nominato tesoriere di corte.
Sir Francis e Lady Knollys ebbero sedici figli:
- Mary Knollys (1541 - 1593), sposò Edward Stalker;
- Henry Knollys (1542 - 21 dicembre 1582), sposò Margaret Cave, ebbero due figlie;
- Lettice Knollys, contessa di Essex e di Leicester (1543 - 25 dicembre 1634), sposò in prime nozze Walter Devereux, I conte di Essex, ebbero cinque figli, in seconde nozze Robert Dudley, I conte di Leicester, ebbero un figlio, e in terze nozze Christopher Blount, non ebbero figli;
- William Knollys, I conte di Banbury (1544 - 25 maggio 1632), sposò in prime nozze Dorothy Bray, non ebbero figli, e in seconde nozze Elizabeth Howard, ebbero tre figli;
- Edward Knollys (1546 - 1580);
- Sir Robert Knollys (1547 - 1626), sposò Catherine Vaughan, ebbero due figlie;
- Richard Knollys (1548 - 21 agosto 1596), sposò Joan Heigham, non ebbero figli;
- Maud Knollys (1548 - ?)
- Elizabeth Knollys (15 giugno 1549 - 1605)[5], sposò Sir Thomas Leighton, ebbero tre figli;
- Sir Thomas Knollys (? - 1596), sposò Odelia de Morana, non ebbero figli;
- Sir Francis Knollys "il giovane" (1552 - 1643), sposò Lettice Barrett, ebbero nove figli;
- Anne Knollys (19 luglio 1555 - 30 agosto 1608), sposò Thomas West, II barone De La Warr, ebbero quattordici figli;
- Catherine Knollys (21 ottobre 1559 - 20 dicembre 1620), sposò in prime nozze Gerald FitzGerald, barone di Offaly, ebbero una figlia, e in seconde nozze Sir Philip Butler, non ebbero figli;
- Cecily Knollys (1560 - ?);
- Margaret Knollys (1561 - ?);
- Dudley Knollys (9 maggio 1562 - giugno 1562)[6].

Dal momento del suo matrimonio, Catherine divenne nota come Lady Knollys. Quando non era a Londra, la coppia viveva a Reading, nel Berkshire, e a Rotherfield nell'Oxfordshire. Di fede protestante, marito e moglie fuggirono in Germania durante il regno della regina Maria.
Lì la principessa Elisabetta scrisse a sua cugina e la nominò Lady of the Bedchamber al momento della sua ascesa al trono. A corte, Catherine fu riconosciuta come la favorita della regina tra i suoi cugini di primo grado e la mancanza di Elisabetta di altre parenti a cui si sentisse vicina potrebbe essere la spiegazione di questa posizione.

## Morte
Morì il 15 gennaio 1569 a Hampton Court Palace e fu sepolta nell'aprile seguente nella St Edmund's Chapel nell'abbazia di Westminster. Vi è una piccola targa commemorativa nell'abbazia, anche se il suo monumento principale è a Rotherfield nell'Oxfordshire.

## In letteratura
La possibilità che Catherine, e forse suo fratello Henry, fossero figli illegittimi di Enrico VIII, appare in molte opere di narrativa, tra cui L'altra donna del re di Philippa Gregory. Catherine è anche un personaggio di L'eredità della regina di Gregory, dove viene inviata alla corte reale durante il periodo delle regine Anna di Clèves e Catherine Howard, e in L'amante della regina vergine, dove, come madre della diciassettenne Lettice Knollys, è tra le dame più vicine a Elisabetta I.

## Ascendenza
|                                      |                |                                   | Genitori                             |  |  | Nonni |  |  | Bisnonni     |  |  | Trisnonni   |  |
|                                      |                |                                   |                                      |  |  |       |  |  | William Cary |  |  | Philip Cary |  |
|                                      |                |                                   |                                      |  |  |       |  |  | William Cary |  |  | Philip Cary |  |
|                                      |                | Christiana Orchard                |                                      |  |  |       |  |  | William Cary |  |  |             |  |
| Thomas Cary                          |                |                                   |                                      |  |  |       |  |  | William Cary |  |  |             |  |
|                                      |                | Alice Fulford                     | Baldwin Fulford                      |  |  |       |  |  |              |  |  |             |  |
|                                      |                | Alice Fulford                     | Baldwin Fulford                      |  |  |       |  |  |              |  |  |             |  |
|                                      |                | Alice Fulford                     | Elizabeth Jeanette Bozon             |  |  |       |  |  |              |  |  |             |  |
| William Carey                        |                | Alice Fulford                     |                                      |  |  |       |  |  |              |  |  |             |  |
|                                      |                | Robert Spencer                    | John Spencer                         |  |  |       |  |  |              |  |  |             |  |
|                                      |                | Robert Spencer                    | John Spencer                         |  |  |       |  |  |              |  |  |             |  |
|                                      |                | Robert Spencer                    | Joan Spencer                         |  |  |       |  |  |              |  |  |             |  |
| Margaret Spencer                     |                | Robert Spencer                    |                                      |  |  |       |  |  |              |  |  |             |  |
|                                      |                | Eleanor Beaufort                  | Edmund Beaufort, II duca di Somerset |  |  |       |  |  |              |  |  |             |  |
|                                      |                | Eleanor Beaufort                  | Edmund Beaufort, II duca di Somerset |  |  |       |  |  |              |  |  |             |  |
|                                      |                | Eleanor Beaufort                  | Eleanor Beauchamp                    |  |  |       |  |  |              |  |  |             |  |
| Catherine Carey                      |                | Eleanor Beaufort                  |                                      |  |  |       |  |  |              |  |  |             |  |
|                                      | William Boleyn | Geoffrey Boleyn                   |                                      |  |  |       |  |  |              |  |  |             |  |
|                                      | William Boleyn | Geoffrey Boleyn                   |                                      |  |  |       |  |  |              |  |  |             |  |
|                                      | William Boleyn | Anne Hoo                          |                                      |  |  |       |  |  |              |  |  |             |  |
| Thomas Boleyn, I conte del Wiltshire | William Boleyn |                                   |                                      |  |  |       |  |  |              |  |  |             |  |
|                                      |                | Margaret Butler                   | Thomas Butler, VII conte di Ormond   |  |  |       |  |  |              |  |  |             |  |
|                                      |                | Margaret Butler                   | Thomas Butler, VII conte di Ormond   |  |  |       |  |  |              |  |  |             |  |
|                                      |                | Margaret Butler                   | Anne Hankford                        |  |  |       |  |  |              |  |  |             |  |
| Mary Boleyn                          |                | Margaret Butler                   |                                      |  |  |       |  |  |              |  |  |             |  |
|                                      |                | Thomas Howard, II duca di Norfolk | John Howard, I duca di Norfolk       |  |  |       |  |  |              |  |  |             |  |
|                                      |                | Thomas Howard, II duca di Norfolk | John Howard, I duca di Norfolk       |  |  |       |  |  |              |  |  |             |  |
|                                      |                | Thomas Howard, II duca di Norfolk | Katherine de Moleyns                 |  |  |       |  |  |              |  |  |             |  |
| Elizabeth Howard                     |                | Thomas Howard, II duca di Norfolk |                                      |  |  |       |  |  |              |  |  |             |  |
|                                      |                | Elizabeth Tilney                  | Frederick Tilney                     |  |  |       |  |  |              |  |  |             |  |
|                                      |                | Elizabeth Tilney                  | Frederick Tilney                     |  |  |       |  |  |              |  |  |             |  |
|                                      |                | Elizabeth Tilney                  | Elizabeth Cheney                     |  |  |       |  |  |              |  |  |             |  |
|                                      |                | Elizabeth Tilney                  |                                      |  |  |       |  |  |              |  |  |             |  |